# Карліс Аушкапс
Карліс Аушкапс (латис. Kārlis Auškāps; 28 липня 1947, Добеле — 10 грудня 2017, Рига) — латвійський актор і режисер.

## Життєпис
Народився 28 липня 1947 в Добелі. У 1971 закінчив Ризький медичний інститут. У 1969 почав проходити курси на Ризькій кіностудії. У 1974 закінчив з відзнакою 5-у студію ризького Художнього театру і в той же час отримав диплом у Латвійській державній консерваторії за спеціальністю «Актор драматичного театру та кіно».
1984 року отримав спеціальність режисера драматичного театру.
З 1971 по 2002 роки працював у театрі «Дайлес»: з 1971 по 1975 — актор, 1987 по 1993 і з 1999 по 2002 — головний режисер, з 1993 по 1996 — керівник, з 1996 по 1999 — художній керівник.
В 1994 році був удостоєний премією Спілки театральних працівників Латвії, врученою за кращу постановку латиської літературної роботи. У 2007 нагороджений театральною премією «Ніч лицедіїв».

## Фільмографія
- І краплі роси на світанку (1977, роль слідчого)
- Якщо ми все це перенесемо (1987, Мартіньш Робежнієкс)
- Анна (1996)